# Josep Parra i Martínez
Josep Parra i Martínez (Blanes, 28 d'agost de 1925 - Terrassa, 29 de febrer de 2016) fou un destacat futbolista català dels anys 40 i 50. Va ser internacional amb la selecció catalana i amb la selecció espanyola.

## Biografia
Malgrat néixer a Blanes, de jove es traslladà al barri del Poble Sec. Allí fou fitxat per l'amateur de la UE Poble Sec, passant posteriorment al primer equip. A continuació jugà al CE Júpiter. L'any 1945 fou contractat a una empresa de teixits de Terrassa, fet que feu que ingressés al Terrassa FC de Tercera Divisió. L'any 1947 el RCD Espanyol es feu amb els seus serveis, debutant el 18 de gener de 1948 davant l'Atlètic de Madrid. Inicialment, jugava com a centrecampista, però posteriorment passà a la posició de central, esdevenint un defensa extraordinari. En total jugà 12 temporades al conjunt blanc-i-blau (les dues darreres pràcticament sense jugar), disputant 216 partits de lliga, en els quals marcà un únic gol. El 1959 fitxà pel Cartagena, de Tercera Divisió, i l'any següent per la UE Sants, on es retirà.
Fou vuit vegades internacional A amb Espanya i disputà la fase final del Mundial de Brasil 1950, on jugà cinc partits, contra Xile, Anglaterra, Uruguai, Brasil i Suècia, essent un dels jugadors més destacats de l'equip, i fou triat en l'onze ideal de la competició. De fet, va ser el primer futbolista català a figurar en l'onze ideal d'un mundial. També jugà amb la selecció de Catalunya.
El 1968, la Federació Catalana de Futbol li entregà la medalla d'or, per la seva trajectòria.

## Trajectòria esportiva
- Col·legi Sant Pau del Camp[7]
- UE Poble Sec
- CE Júpiter
- Terrassa FC
- RCD Espanyol: 1948-1959.
- Cartagena CF
- Unió Esportiva de Sants